# غونغور بايرك
غونغور بايرك و اسمها الحقيقي شريفة بايرك هي ممثلة تركية و مثلت دور شريفة خانم في مسلسل نور و كانت تعمل راقصة في فترة شبابها ولدت في 27 فبراير 1954.

## وصلات خارجية
- غونغور بايرك على موقع IMDb (الإنجليزية)
- غونغور بايرك على موقع قاعدة بيانات الفيلم (الإنجليزية)